# Batyżowieckie Czuby
Batyżowieckie Czuby (słow. Batizovský hrb) – odcinek grani głównej Tatr Wysokich pomiędzy dwoma siodłami Batyżowieckiej Przełęczy – Zachodnią Batyżowiecką Przełęczą a Wschodnią Batyżowiecką Przełęczą. Pierwsza z nich oddziela Batyżowieckie Czuby od Wielkiego Batyżowieckiego Szczytu, zaś druga od Targanej Turni w masywie Zadniego Gerlacha.
Batyżowieckie Czuby stanowią prawie poziomy odcinek grani bez żadnych wybitniejszych wzniesień.
Jako pierwsi grań Batyżowieckich Czub od Zachodniej do Wschodniej Batyżowieckiej Przełęczy przeszli 8 sierpnia 1907 r. Ferenc Kienast oraz przewodnicy Johann Breuer i Paul Spitzkopf-Urban.